# جون بيترز (لاعب كرة قاعدة)
جون بيترز (بالإنجليزية: John Peters)‏ هو لاعب كرة قاعدة أمريكي، ولد في 14 يوليو 1893 في كانساس سيتي في الولايات المتحدة، وتوفي في 21 فبراير 1932 في كانساس سيتي في الولايات المتحدة.
1. 1 2   https://www.tradingcarddb.com/Person.cfm/pid/71987/. {{استشهاد ويب}}: |url= بحاجة لعنوان (مساعدة) والوسيط |title= غير موجود أو فارغ (من ويكي بيانات) (مساعدة)